# The Prussian Spy
The Prussian Spy (en español: El espía prusiano) es un cortometraje mudo estadounidense de 1909, del género de espionaje, dirigido por D. W. Griffith. Producida y distribuida por Biograph Company, la película fue interpretada por los actores Marion Leonard, Harry Solter, Owen Moore, Arthur Johnson, Mack Sennett y David Miles.